# 284984 Ikaunieks
284984 Ikaunieks este o planetă minoră (asteroid) din centura de asteroizi. A fost descoperită pe 12 aprilie 2010 la Baldone⁠(d) de Kazimieras Černis⁠(d). 
Obiectul prezintă o orbită caracterizată de o semiaxă mare de 2,6838852672749 UAi, o excentricitate de 0,09, o înclinație de 8,9 ° în raport cu ecliptica.